# Буяк, Валерий Францевич
Валерий Фра́нцевич Бу́як (бел. Валерый Францавіч Бу́як; 18 марта 1956, Лежневичи, БССР, СССР), с 2004 года известный как Валекс Буяк — белорусский журналист и писатель, профессиональный каратист (4 дан) и организатор боёв без правил «Мистер Силач Сэкай». Известен в Беларуси как создатель крупнейшей финансовой пирамиды «Сэкай» в 1990-х годах, а также адепт японского религиозного движения оомото под псевдонимом Бумата Мататацу (яп. 武亦亦龍).

## Биография
Валерий Буяк родился 18 марта 1956 года в Лежневичах.
В 1979 году окончил факультет журналистики Белорусского государственного университета, работал в газете «Знамя Юности».
Почётный донор Республики Беларусь — награждён во время суда, но судья не разрешила вручить ему награду в зале судебного заседания, так как это могло стать смягчающим обстоятельством при приговоре. Получил республиканскую награду уже после освобождения.

### Каратэ
В детстве Буяк часто простужался, с 15 лет занялся йогой и дыхательными упражнениями. После службы в армии занялся боевыми искусствами, а именно каратэ и первым в Беларуси стал преподавать айкидо, увлёкся религией оомото и посещал кружок эзотерики при обществе «Знание». Обладатель 4-го дана по каратэ. В 1988 году основал центр боевых искусств «Сэкай» в Минске и тогда же возглавил отделение японского религиозного движения оомото в БССР. 23 декабря 1996 года впервые Буяком были организованы бои без правил в рамках турнира «Мистер Силач Сэкай», промоутером которого он является и поныне.

### Политика
Буяк заявляет, что в молодости несколько раз допрашивался КГБ по обвинению в антисоветской пропаганде и что тайно слушал «вражеские голоса». Не состоял в комсомоле или КПСС. Тем не менее, он ни разу не был арестован, даже когда в 1981 году каратэ было объявлено вне закона. Он относит себя к белорусской оппозиции и критически относится к деятельности Президента Беларуси Александра Лукашенко. 16 апреля 2011 года Лукашенко, критикуя реакцию оппозиции на теракт в Минском метро, заявил, что вызывает их представителей на бой «один на один», и Буяк заявил, что готов подраться с Лукашенко.

### Бизнес и криминал
В начале 1990-х годов Буяк занялся бизнесом, открыл Малое предприятие «Сэкай». Позже были открыто ещё ряд фирм, в наименовании которых было «Сэкай» (не во всех) и они вместе были объединены в Систему «Сэкай» под общей торговой маркой «Сэкай». Каждая их фирм специализировалась на том или ином виде бизнеса: издательство, охранная фирма, швейное производство, финансовые операции и прочее. Кроме прочего он был продюсером певицы Натали Арт (Наталья Артемьева) и Дениса Шпитальникова, которые пели в группе «Ди-Бронкс и Натали», поддерживал певца Альберта Скорохода и шоу-балет Аллы Николаевой, привозил с концертами в Минск звезд мировой эстрады. Деньги на бизнес Буяк брал не в банках в виде кредитов, а кредитовался у населения по договорам займа и собрал от 500 тысяч до одного миллиона долларов США от сотен или даже тысяч вкладчиков в Беларуси, вследствие чего его стали сравнивать с Сергеем Мавроди — Буяк также создал свою финансовую пирамиду. Издание «Свободная пресса» назвало количество пострадавших от пирамиды в 10000.
В августе 1995 года в офисе «Сэкай» состоялся крупномасштабный обыск, а через год Буяка арестовали по обвинению в мошенничестве и финансовых махинациях. Дело дважды закрывалось, но в конце концов Буяк был приговорён к 10 годам лишения свободы. Назвал мошенником раньше следствия и дал обещание посадить Буяка надолго президент Беларуси А. Г. Лукашенко публично 3 июля 1996 года. В СИЗО он в знак протеста он совершил 112-дневную голодовку и в разгар её Буяк 3 февраля 1997 года отрубил себе палец, продолжая утверждать, что не обманывал вкладчиков (по разным источникам он собирался совершить суицид или даже совершил четыре попытки самоубийства). Впоследствии для того, чтобы показать раскаяние, Буяк отрезал себе половину мизинца.
Во время заключения в тюрьме написал книгу «Письма из зоны Сэкай».
В 2004 году Валекс Буяк (он сменил имя после освобождения из тюрьмы) вышел на свободу по амнистии. Ему было запрещено заниматься предпринимательством, и по освобождении Буяк, который перед отправкой в тюрьму заверял вкладчиков, что вернёт им деньги, понял, что не располагает достаточными силами и средствами для этого. Прокуратура не смогла установить местонахождение украденных у вкладчиков средств, хотя журналисты называли в числе виновных даже КГБ Беларуси.

### Экстрасенсорика
Буяк называет себя мастером японской эзотерической методики ки-ко: он заявлял, что некоторые люди, на которых он обижался, потом тяжело заболевали, что он списывал на свои способности. Даже в уголовном деле в обвинительном заключении следствия была затронута экстрасенсорная способность влиять на людей, заставляя их таким образом совершать за него преступные действия. После выхода на свободу он стал известен как участник программы «Битва экстрасенсов» на ТНТ: участвовал в 8-м сезоне и покинул шоу на 4-й неделе.

### Личная жизнь
Женат дважды, есть сын от первого брака, работает в Москве (первая жена умерла в 2019 году в 56 лет, как это якобы и предсказал Валекс). Владеет русским, белорусским, японским, китайским языками и эсперанто (с 1975 года пишет и переводит книги на эсперанто).